# Masato Imai
Masato Imai (en japonais : 今井 雅人, Imai Masato) (né le 2 avril 1984) est un athlète japonais, spécialiste du marathon.
Le 22 février 2015, il court le marathon de Tokyo en 2 h 7 min 39.